# Todus todus
Todus todus là một loài chim trong họ Todidae.